# Gilda Belczak
Gilda Belczak (ur. 9 października 1944 w Kurytybie, zm. 30 czerwca 1969 tamże) – brazylijska malarka, grafik i scenograf teatralny.
Studiowała malarstwo i rysunek w Szkole Sztuk Pięknych w Paranie, którą ukończyła w 1965. W 1966 ukończyła kurs grawerowania w metalu. Tworzyła lalki teatralne, które charakteryzowały się wyrafinowaną formą, często nawiązującą do motywów ludowych. Współpracowała z Alfredo Andersenem, który prowadził teatr lalkowy. Tworzyła nie tylko postacie lalek, ale również scenografię. Ponadto zajmowała się tworzeniem w metalu, była to akwaforta, użycie suchej igły i techniki wymagające użycia wody. Uważała, że tworzenie wzorów powtarzalnych niszczy poczucie wyjątkowości formy. Na III Brazylijskim Festiwalu Lalek Teatralnych, który miał miejsce w 1968 w Rio de Janeiro zajęła trzecie miejsce. Rok później została koordynatorem do spraw grawerowania w Atelier Poty Lanzarotto przy Departamencie Kultury Ministerstwa Edukacji i Kultury w Paranie. Zmarła w wieku 25 lat, największa kolekcja jej prac znajduje się w muzeum miejskim w Kurytybie. Pochodziła z rodziny polskich emigrantów.